# Woyzeck
Woyzeck è un lavoro teatrale dello scrittore tedesco Georg Büchner, scritto tra il 1836 e il 1837 e rimasto incompiuto a causa della morte dell'autore.
Apparso la prima volta nel 1913 a Monaco, 76 anni dopo la morte di Büchner, è stato variamente completato ad opera di diversi scrittori e tradotto in molte lingue.
Tra i numerosi adattamenti spiccano l'opera Wozzeck di Alban Berg, il film omonimo di Werner Herzog e il musical di Robert Wilson e Tom Waits.

## Stesura

### Un frammento
Il lavoro su Woyzeck iniziò nel corso del 1836, dopo la fuga dalla patria ed il nuovo soggiorno a Strasburgo. Il frammento è composto da una raccolta di manoscritti, conservati oggi nell'archivio Goethe-Schiller di Weimar. Un fac-simile è stato pubblicato nel 1981 da Gerhard Schmid. La raccolta consiste di cinque fogli, sui quali erano state abbozzate anche due scene del pezzo.

### I manoscritti
Il frammento consta di una raccolta di manoscritti, che oggi sono conservati nell'Archivio Goethe-Schiller a Weimar. Una copia dei manoscritti fu pubblicata nel 1981 da Gerhard Schmid. Sono consultabili on-line nella pagina del Dipartimento di Germanistica dell'Università della Saarland.
La raccolta consiste in cinque fogli redatti nel cosiddetto "Formato Cancelleria", a loro volta piegati a metà nel formato In folio. Su di essi Büchner ha scritto due bozze di scene dell'opera. Anche un foglio singolo in formato in quarto fa parte degli scritti rimasti, su cui si trovano due scene singole. Infine esistono sei fogli in formato In folio, piegati in sei doppi fogli in quarto. Anche in questo caso si tratta chiaramente non di una stesura definitiva, ma di un abbozzo dell'opera. Questo manoscritto è la revisione più avanzata, su cui si basano le versioni attuali, sia per la stampa che per il teatro.

### Lo sfondo storico
Alla base del dramma sta un caso di omicidio, commesso dal barbiere di Lipsia Johann Christian Woyzeck. Questi, il 21 giugno 1821 uccise la vedova quarantaseienne Christiane Woost.
Dopo due perizie del professore di medicina Johann Christian August Clarus sulla facoltà di intendere e di volere di Woyzeck, questi venne condannato a morte ed impiccato il 27 agosto 1824 nella piazza del mercato di Lipsia.
Le perizie sulla facoltà di intendere volere di Woyzeck, compiute da Clarus, apparvero su un giornale di medicina al quale il padre di Büchner, essendo medico, era abbonato. Inoltre, due simili casi erano stati documentati: un certo Daniel Schmolling, il 23 settembre 1817 assassinò la sua amata Henriette Lehne a Berlino, e Johann Dieß il 15 agosto 1830 soffocò Elisabeth Reuter nelle vicinanze di Darmstadt. Da queste, Georg trasse importanti informazioni per la sua opera.

## Edizioni
Il carattere, sostanzialmente frammentario, di quest'opera postuma di Büchner ha avuto conseguenze sia sulla pubblicazione sia sull'allestimento teatrale. In primo luogo si sono dovuti decifrare i manoscritti, sono state colmate le lacune del testo, e la sequenza delle scene è stata fissata in vista di future rappresentazioni. Per il Woyzeck si è aperto una discussione sull'interpretazione del testo, ma anche nelle dispute fra gli intellettuali che se ne sono occupati e che tuttora lo studiano.
Solo quattordici anni dopo la morte di Büchner, nel 1850, il fratello Ludwig rese pubblici gli "Scritti Postumi", anche se Woyzeck non figurava fra di loro. È merito dello scrittore austriaco Karl Emil Franzos aver decifrato e pubblicato per primo il frammento nella sua interezza. Nel 1879 apparve Georg Büchner: Sämmtliche Werke und handschriftlicher Nachlaß (Opere complete e lasciti manoscritti). Il Woyzeck vi compare con il nome Wozzeck - lo stesso che anche Alban Berg utilizzò per la sua opera -, e all'inizio dell'opera Franzos non aveva posto la scena sul campo dinanzi alla città, ma quella della rasatura (quinta scena dell'edizione Lehmann). Decisioni, queste, che hanno ancora un effetto: ad esempio, il film di Werner Herzog inizia con la scena della rasatura così come la stesura pubblicata nel Progetto Gutenberg.
Ulteriori pubblicazioni dei lavori di Büchner sono state curate da Fritz Bergmann nelle Sämtlichen Werke und Briefe e nella Edizione storica-critica di Werner R. Lehmann, non ancora terminata.

## Il dramma

### Trama
Il dramma presenta scene tratte dalla vita del soldato Franz Woyzeck, che cerca in tutti i modi di sostenere la sua compagna Marie (non sono sposati) e il loro figlio. Per guadagnare qualche soldo in più diventa cavia di un dottore per alcuni esperimenti. Marie però lo tradisce con un ufficiale.
Il crescente sospetto di Woyzeck viene attizzato da un suo nemico, finché non sorprende Marie e il rivale a un ballo presso una taverna.
La sua follia lo porta ad attaccare l'ufficiale, ma infine una voce nelle sue allucinazioni gli dice di uccidere la donna.

### Ordine delle scene
Esistono oggi numerose versioni librarie e di scena del Woyzeck. Il flusso qui riportato è quello proposto da Werner R. Lehmann sulla base dei manoscritti di Büchner
1. Scena: La scena si apre nei campi appena fuori dalla città. Woyzeck e il suo commilitone Andres vanno a tagliare della legna. Woyzeck percepisce attorno a sé forze superiori e sovrannaturali. "Qui sotto di me, dietro di me - vuoto, lo senti? Tutto vuoto qua sotto.I Massoni!"
2. Scena: Casa di Marie. Un drappello dell'esercito marcia lungo la Strada. Marie occhieggia al Tamburmaggiore. Margaret la vicina se ne accorge. Woyzeck va a trovare la sua amante e suo figlio. Parla in modo estremamente ispirato e tragico dei presagi avuti in precedenza. Marie sembra non comprenderlo.
3. Scena: Tendone del circo. Un vecchio canta al suono della lira. Marie e Woyzeck ascoltano un imbonitore che presenta curiosità. Sottufficiali e il Tamburmaggiore si pavoneggiano davanti a Marie.
4. Scena: Casa di Marie. Marie si ammira allo specchio. Il Tamburmaggiore le ha regalato un paio di orecchini. Woyzeck stupito le consegna il denaro dell'ultima paga. Esce in fretta.
5. Scena: Camera del capitano. Woyzeck fa la barba al capitano. Questi lo schernisce. Quando il capitano arriva a parlare della morale di Woyzeck e di suo figlio che sarebbe nato „senza la benedizione della chiesa“, il soldato cede alla propria pochezza di parole. „Credo che se noi (poveri) arrivassimo in cielo, dovremmo aiutare a far tuonare!“
6. Scena: Camera di Marie. Il Tamburmaggiore le fa delle avances. Lei lo allontana.
7. Scena: Per strada. Woyzeck ha il presentimento che Marie lo tradisca.
8. Scena: Studio del dottore. Woyzeck si sottopone agli esperimenti del dottore per guadagnare denaro. Questo gli somministra la razione di piselli quotidiana. Woyzeck parla delle sue visioni. Per il dottore è "un caso interessante".
9. Scena: Strada. Il Capitano disturba il dottore con le sue opinioni. Quest'ultimo gli prevede un colpo apoplettico. Quando Woyzeck attraversa loro la strada, si rivolgono a lui e gli fanno intuire una relazione fra Marie e il Tamburmaggiore. Woyzeck è colpito.
10. Scena: Corpo di guardia – Woyzeck condivide con Andres la sua irrequietezza interiore.
11. Scena: Nel giardino dell'osteria i soldati, gli operai e le giovani si divertono ballando. Tra di loro ci sono anche Marie e il Tamburmaggiore. Woyzeck vede la coppia, incredulo.
12. Scena: Nel campo Woyzeck sente delle voci che gli dicono di uccidere Marie. "... pugnala a morte quella lupa impertinente (Marie)."
13. Scena: Nella notte Andres cerca di calmare Woyzeck: „Bevi grappa e polvere da sparo, per tagliare la febbre.“
14. Scena: Nell'osteria si scontrano Woyzeck e il Tamburmaggiore. Woyzeck è sconfitto.
15. Scena: Woyzeck si procura un coltello nel negozietto dell'ebreo.
16. Scena: Marie si pente e cerca consolazione nella Bibbia.
17. Scena: Woyzeck comunica ad Andres chi dovrà ricevere i suoi averi dopo la sua morte.
18. Scena: Nello studio del Professore ha luogo una lezione davanti agli studenti. Woyzeck viene presentato come cavia, ed è umiliato dal dottore.
19. Scena: Marie con delle bambine e la nonna davanti a casa. La nonna racconta una favola. Woyzeck la invita a seguirlo. "Marie, andiamo. È ora."
20. Scena: Woyzeck e Marie davanti alla città. Marie lo segue controvoglia, vuole andarsene. "Devo andarmene, a preparare la cena." Anziché lasciarla andare, Woyzeck la pugnala in un accesso d'ira: "Prendi questo, e questo! Non muori? Così! Così! Ha, si muove ancora, ancora no, ancora no? Ancora no? (Colpisce) Sei morta? Morta! Morta!"
21. Scena: Due persone sentono voci nello stagno fuori città.
22. Scena: Una donna all'osteria vede Woyzeck sporco di sangue.
23. Scena: Notte. Woyzeck cerca il coltello nel posto dove ha pugnalato Marie.
24. Scena: Woyzeck getta il coltello nello stagno.
25. Scena: Bambini per la strada, parlano di un cadavere trovato fuori città.
26. Scena: Usciere: “Un buon omicidio, un vero omicidio, un bell'omicidio, come uno può aspettarsi, è tanto che non ce n'era uno così.“
27. Scena: Karl ("Idiota"), Woyzeck, il bambino. Karl tiene il bambino di Woyzeck e di Marie in grembo. Woyzeck gli promette un dolce ("Reuter"). Karl scappa con il bambino.

### Un dramma aperto
In posizione opposta alla struttura del dramma chiuso, Woyzeck è un dramma aperto per via della forma frammentaria lasciata dall'autore. Le scene si susseguono l'una all'altra senza divisione in atti. Una struttura che ritroveremo nel teatro di Bertolt Brecht.

## Messe in scena
Molteplici compagnie di tutto il mondo si sono cimentate nell'interpretare il Woyzeck, portando sul palco versioni del testo in altrettante molteplici espressioni, dall'opera classica al teatrodanza.
Alcuni spettacoli su quest'opera:
- Woyzeck e l'Anatomie du Fauve (1994), spettacolo di teatrodanza di Josef Nadj;
- Woyzeck (2001), regia di Robert Wilson, con musica di Tom Waits;
- Ballata per Woyzeck (2002), per marionette e attori di e con Beppe Rizzo;
- Woyzeck on the Highveld (2002 e 2008), regia e video di William Kentridge con la Handspring Puppet Company di Johannesburg.

## Adattamenti

### Musica
Dal Woyzeck di Büchner è stata tratta l'opera Wozzeck di Alban Berg.
L'opera fu terminata nel 1921: tre estratti furono rappresentati con successo per la prima volta nel 1924. Erich Kleiber, direttore d'orchestra, e direttore generale della Staatsoper di Berlino, riconobbe per primo la genialità della partitura, dirigendo la prima assoluta il 14 dicembre 1925. Un'altra versione operistica, con lo stesso titolo, fu composta da Manfred Gurlitt e rappresentata, poi, a Brema nel 1926.
Nel novembre del 2000 Robert Wilson ha portato l'opera in scena al Betty Nansen Theater di Copenaghen con musiche di Tom Waits. L'album che raccoglie questa versione dell'opera s'intitola Blood Money. Altri brani, composti da Waits per lo stesso spettacolo, sono stati successivamente racchiusi in un cofanetto Orphans.

### Film
Georg Klaren fu il primo regista a portare il "Woyzeck" su pellicola (con il titolo "Wozzeck"). Klaren aveva avuto un'idea per il film già nel 1930, ma poté concretizzarla solo dopo la Seconda guerra mondiale. L'azione del film si svolge in un'aula di anatomia di una università tedesca, dove è stato portato il corpo del fuciliere Woyzeck dopo l'impiccagione. Il professore lo ritiene un assassino, al che lo studente Büchner risponde "... che noi abbiamo assassinato". Nel successivo corso dell'azione questi racconta ai suoi colleghi la storia che forma la trama del dramma. Kurt Meisel interpretò Woyzeck, Paul Henckels il dottore e Helga Zülch la parte di Marie. In altri ruoli: Max Eckard, Paul Henckels, Karl Hellmer, Rotraut Richter e Willi Rose.
"In questo lavoro", dichiarò Klaren in un'intervista alla Berliner Zeitung (18 maggio 1947), "vedo la conferma delle mie teorie sul filmare i temi letterari: i frammenti come il 'Woyzeck' o le novelle sono ben più adatte all'azione filmica che non i pezzi teatrali o i romanzi. I frammenti perché lasciano pieno spazio alla fantasia ottica, perché il loro inasprimento su di un singolo punto corrisponde in maniera ammirevole all'essenza stessa del film."
Il film venne ben giudicato artisticamente, come opera ascrivibile all'espressionismo cinematografico. Per l'impronta, di ispirazione marxista, fu però ritirato immediatamente dopo la prima, per riapparire nelle sale della Repubblica Federale Tedesca solo nel 1958 (secondo altre fonti nel 1964), dando così origine al cosiddetto "Caso Wozzeck".
A partire dal Woyzeck di Klaren il frammento è stato portato sullo schermo da molti altri registi.
Risale al 1973 l'adattamento cinematografico di Giancarlo Cobelli.
La versione più nota è, comunque, quella di Werner Herzog (1979).
Nel 2007 ne è stata realizzata una nuova versione cinematografica, diretta da Enrico De Angelis, docente di Germanistica dell'Università di Pisa.